# 宋晓云
宋晓云（1982年12月11日—）是中国女子篮球運動員，亦為中国国家女子篮球队成員。曾参加2004年、2008年和2012年三届奥运，分别获得第九名、第四名和第六名。

## 外部連結
- 宋晓云在国际奥林匹克委员会的资料